# Universi Dominici Gregis
Universi Dominici Gregis (en español: Pastor de todo el rebaño del Señor) es una Constitución Apostólica de la Iglesia católica publicada por el papa Juan Pablo II el 22 de febrero de 1996. Este documento reemplaza el anterior escrito por el papa Pablo VI en el año 1975 (Romano Pontifici Eligendo) y trata sobre el modo en que se ha de desarrollar un cónclave y los diversos elementos a tomar en cuenta cuando la sede del papa queda vacante. Algunas cuestiones fueron modificadas por dos motus proprius de Benedicto XVI
La constitución modifica y en algunos casos confirma las reglas para el cónclave que se venían siguiendo con anterioridad.

## Contenido
En la introducción, Juan Pablo II recuerda a los anteriores pontífices que han tratado y normado el modo de elegir a los obispos de Roma: en concreto, menciona a Pío X, a Pío XI a Pío XII, a Juan XXIII y a Pablo VI que emanaron normativas que salieron al paso de las necesidades de su tiempo. El nuevo documento, según precisa el papa, no surge como desprecio de tales normas anteriores sino como actualización a la luz del Código de Derecho Canónico de 1983 y tras la reforma de la curia que llevó a cabo a través de la constitución apostólica Pastor bonus. Concluye la introducción recordando que al mismo papa compete fijar estas normas y asegurarse de que sean lo suficientemente claras y precisas y confirmando que el colegio de electores está formado únicamente por los cardenales. Asimismo reafirma que la edad máxima para poder participar en el cónclave es de 80 años cumplidos antes de la muerte o dimisión del papa. Limita a 120 el número de cardenales que votan.
El papa Juan Pablo II indica que los cardenales electores han de residir durante todo el tiempo del cónclave en la Ciudad del Vaticano y realizar los escrutinios en la Capilla Sixtina.
El secreto ha de ser asegurado estrictamente durante todo el proceso. Cualquier persona que viole la seguridad del Vaticano, introduciendo equipos de grabación, o comunicándose con un cardenal elector del modo que sea, se arriesga a ser excomulgado. Los participantes realizarán juramento de secreto y de fidelidad a las normas de esta constitución según el siguiente texto:

Nosotros, cardenales de la Santa Iglesia Romana, del orden de los obispos, del de los presbíteros y del de los diáconos, prometemos, nos obligamos y juramos, todos y cada uno, observar exacta y fielmente todas las normas contenidas en la Constitución apostólica Universi Dominici Gregis del sumo pontífice Juan Pablo II, y mantener escrupulosamente el secreto sobre cualquier cosa que de algún modo tenga que ver con la elección del romano pontífice, o que por su naturaleza, durante la vacante de la sede apostólica, requiera el mismo secreto
Const. Ap. Universi Dominici Gregis, núm. 12

Por esta constitución queda abolida la posibilidad de realizar la elección papal por aclamación quasi ex inspiratione y per compromissum con lo que queda sólo la forma de votación secreta como única forma aceptada.

### Los cardenales durante la sede vacante
Los cardenales no tienen jurisdicción o poder sobre los asuntos que normalmente corresponden al papa. El colegio de los cardenales puede despachar asuntos ordinarios e inaplazables durante el período que dure la sede vacante, también pueden interpretar las disposiciones de este mismo documento en caso de que haya dudas sobre su aplicación.
El documento fija en dos clases las congregaciones de los cardenales: las generales (donde han de participar los cardenales electores y si lo desean aquellos que no pueden votar) y las particulares (donde participa el cardenal camarlengo y otros tres cardenales -uno por cada orden y nominados tras sorteo que se renuevan cada tres días-). Las congregaciones generales tratan asuntos de mayor importancia y dejan a las particulares los asuntos ordinarios. Las congregaciones generales se desarrollarán en el Palacio Apostólico Vaticano, presididas por el Decano del colegio cardenalicio. Los votos que se emitan para resolver asuntos durante las congregaciones generales han de ser secretos. Las congregaciones generales llamadas “preparatorias” (dado que se reúnen los días previos al inicio del cónclave) han de ser diarias. Se han de fijar en estas congregaciones:
- los diversos momentos del funeral y traslado del cuerpo del pontífice difunto
- los detalles del alojamiento de los cardenales en el Vaticano
- los dos predicadores que hablarán a los demás cardenales sobre los problemas de la Iglesia
- el presupuesto hasta la elección
- el comienzo del cónclave.

### Algunos cargos
Todos los jefes y miembros de dicasterios cesan en sus encargos durante la sede vacante con excepción del cardenal camarlengo y el penitenciario mayor que se ocuparán de los asuntos ordinariamente encomendados a ellos y solicitarán al colegio de cardenales los permisos que habitualmente les concedía el papa. En caso de que estos cargos estén vacantes, el colegio de electores procederá a una votación secreta y pronta para nombrarlos ad interim.  El cardenal vicario general de la diócesis de Roma tampoco cesa en su cargo. El cardenal arcipreste de la Basílica de San Pedro y el vicario general de la Ciudad del Vaticano conservan su jurisdicción en el período de sede vacante. Si sus cargos estuvieran vacantes durante este período, los vice arciprestes o vice vicarios tomarán sus lugares sin que sea necesaria una elección.
Al cardenal camarlengo le corresponde comprobar el efectivo fallecimiento del papa citando como testigos al maestro de las celebraciones líturgicas pontificias, a los prelados clérigos, al secretario y al canciller de la cámara apostólica y firmando un acta auténtica de muerte. A continuación el camarlengo sella la habitación y la oficina del papa. El personal que ayudaba al papa y que vivía en su apartamento privado puede permanecer allí hasta la sepultura del Pontífice (cuando todo el apartamento es sellado).
El cardenal arcipreste de la Basílica Vaticana toma posesión, custodia y gobierna el Palacio Apostólico Vaticano y de los palacios de Letrán y Castel Gandolfo. Además, tras consultar a los cardenales primeros de cada orden, determina los elementos prácticos de la sepultura del papa (siempre que éste no haya manifestado su voluntad de manera diversa en su testamento).
El decano del Colegio de Cardenales anunciará a los demás miembros del colegio la muerte del papa y los convocará para las congregaciones mencionadas anteriormente.

### Las exequias
El documento fija en 9 días los de exequias que han de celebrar los cardenales siguiendo las normas litúrgicas correspondientes. El documento de la sepultura ha de ser redactado por el notario de la basílica donde sea enterrado el papa. Si el Pontífice falleciera fuera de Roma, su cadáver ha de ser trasladado a esta ciudad para que sea enterrado en la Basílica de San Pedro (o donde él mismo haya dispuesto). Solo se pueden tomar fotografías del papa fallecido y revestido con los ornamentos pontificios.

### La elección
El papa recuerda que la elección compete solo a los cardenales electores y que incluso en el caso de que se esté desarrollando un concilio o reunión de obispos estos no pueden intervenir en la elección. Más aún, indica que tal reunión queda suspendida inmediatamente al producirse la sede vacante.
La espera para que todos los cardenales puedan participar en la elección es de 15 días a partir del anuncio del fallecimiento del pontífice. Este período puede prolongarse por razones justas hasta un máximo de 20 días. Todos los llamados a participar están obligados en virtud de santa obediencia a participar y solo pueden ser eximidos por el colegio de cardenales arguyendo razones graves. Solo pueden salir por motivos de salud.
El alojamiento de los cardenales queda fijado en la llamada Domus Sanctae Marthae. Tanto este sitio como la Capilla Sixtina permanecerán cerradas a personas ajenas durante todo el período que dure el cónclave. Para mantener el secreto necesario también se prohíbe que los cardenales tengan cualquier contacto con personas que no participan en el cónclave o ayudan en los servicios necesarios. Las personas que colaboren en elementos logísticos o prácticos en el cónclave también deberán hacer un juramento de secreto
La misa que da inicio al cónclave, llamada Pro eligendo pontifice se ha de tener por la mañana. Los escrutinios se llevan a cabo ordinariamente en la Capilla Sixtina.
Para que la elección sea válida se requieren un mínimo de dos tercios de votos del total de los electores. Si el número de electores no fuera divisible por tres, el mínimo requerirá un voto más que el tercio. El primer día solo se realiza una votación. Los siguientes se tendrán dos votaciones por la mañana y dos por la tarde. Tras cada votación se han de quemar las papeletas con los votos. Tras tres días de votaciones sin que ninguno salga escogido, se dedicará un día de retiro espiritual y coloquio entre los participantes. Luego se continuarán las votaciones. Si tras nueve días de votaciones no se procede a la elección, los cardenales se reunirán tras invitación del camarlengo para decidir el modo de proceder.
El papa recuerda a los electores que han de evitar la simonía, los pactos, compromisos a futuro y otros defectos en la elección del nuevo pontífice. Asimismo se evitará toda intervención externa por medio de vetos o propuestas de gobiernos u otros poderes (los cardenales que se hagan portadores de este tipo de presiones quedan excomulgados latae sententiae).

### Aceptación e inicio del nuevo pontificado
Realizada la elección, se solicita la aceptación del candidato propuesto. Si acepta, se le pregunta el nombre con el que quiere ser llamado. Se toma acta y el elegido es de inmediato el obispo de Roma y cabeza del colegio de obispos. El cónclave acaba tras la elección a menos que el nuevo papa determine otra cosa.

## Cambios importantes
Los cambios más importantes que introduce el documento son los siguientes:
- Se requiere mayoría de dos tercios para la elección del papa.
- Por primera vez en siglos se proporciona a los cardenales un sistema oficial de apartamentos independiente de la Capilla Sixtina.
- El método por el cual un papa toma simbólicamente el oficio será ahora menos específico. Mientras que en la Romano Pontifici Eligendo del papa Pablo VI indica expresamente la coronación del nuevo papa, la nueva Constitución Apostólica usa un término más ambiguo hablando de «inauguración del pontificado» sin explicitar. Con todo se requiere una ceremonia formal aunque la forma concreta queda a juicio del papa entrante.